# Nazionale maschile di rugby a 15 del Belgio
La Nazionale belga di rugby rappresenta il Belgio nelle competizioni internazionali di rugby a 15. Non ha mai partecipato alla Coppa del Mondo, ma partecipa regolarmente al Campionato europeo per Nazioni di rugby.
Amministrata dalla Federazione belga, ha fatto il suo esordio nel 1930 battendo i Paesi Bassi. I giocatori sono chiamati Diavoli Neri (in francese Diables Noirs).
Al 18 luglio 2022 la squadra occupa la 26ª posizione del ranking World Rugby.

## Risultati e palmarès
- 1937 Torneo FIRA: 5 classificato
- 1952 Coppa Europa: Eliminata nei quarti
- 1954 Coppa Europa: 5. Classificata
- 1965-66 Coppa delle Nazioni Seconda div.: 2ª Classificata
- 1966-67 Coppa delle Nazioni Seconda div.: non iscritta
- 1967-68 Coppa delle Nazioni Seconda div.: 7ª Classificata
- 1968-69 Coppa delle Nazioni Seconda div.: 3ª Classificata
- 1975-76 Coppa FIRA: Seconda div. 3° class nel girone 2
- 1976-77 Coppa FIRA: Terza div. : 1. classificata
- 1977-78 Coppa FIRA: Seconda div. 3° class nel girone 1
- 1978-79 Coppa FIRA: Seconda div. 2° class nel girone B
- 1979-80 Coppa FIRA: Terza div. 2ª classificata
- 1980-81 Coppa FIRA: Terza div. 2ª classificata
- 1981-82 Coppa FIRA: Terza div. 2ª classificata
- 1982-83 Coppa FIRA: Terza div. 4ª classificata
- 1983-84 Coppa FIRA: Seconda div. 3º nel girone 1
- 1984-85 Coppa FIRA: Terza div. 2ª classificata
- 1985-87 Coppa FIRA: Seconda div. 3º nel girone 1
- 1987-89 Coppa FIRA: Seconda div. Vince il girone, perde la finale
- 1989-90 Coppa FIRA: Seconda div. 3º nel girone 2
- 1990-92 Coppa FIRA: Seconda div. 3 nel girone A
- 1992-94 Coppa FIRA: prima divisione: 5º nel girone preliminare - 3º nel girone "plate" (8º assoluto)
- 1995-96 Coppa FIRA : 5º nel girone 2
- 1996-97 Torneo FIRA: 7º Classificato
- 1997-98 Qualificazioni mondiali: eliminato nel secondo turno (5.° nel girone)
- 1998-99 Torneo FIRA: Terza divisione: 5º classificato
- 1999-00 Camp. Europeo: 5° nella terza divisione
- 2000-01 Qual. Mondiali primo turno: vince il proprio girone, ammesso al secondo turno
- 2001-02 Qual. Mondiali secondo turno: 5º nel girone, eliminata
- 2002-04 Camp. Europeo: Divisione 2/B: 5º classificato
- 2004-05 Qual. Mondiali: Secondo turno: Vince il proprio girone
- 2005-06 Qual. Mondiali: Terzo turno: seconda nel girone - eliminata
- 2006-08 Camp. Europeo: partecipa alla divisione 2/A
- 2008-10 Camp. Europeo: partecipa alla divisione 2/A
- 2010-12 Camp. Europeo: partecipa alla divisione 1/B

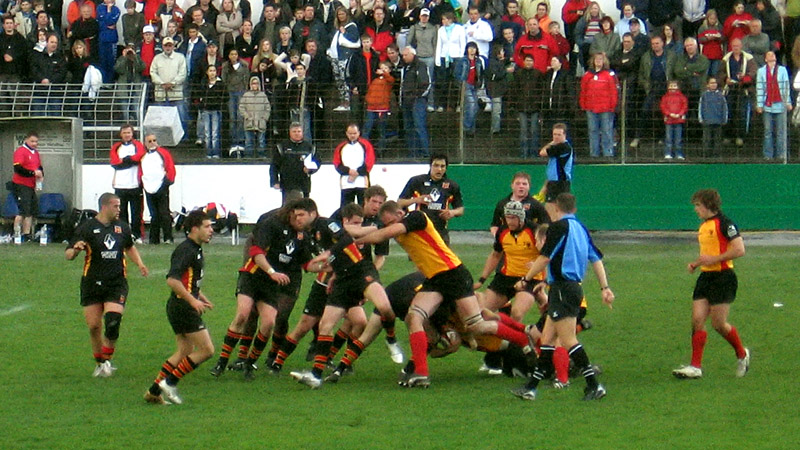
Partita tra Belgio e Germania, valida per le qualificazioni alla Coppa del Mondo di rugby 2007.

## I Giocatori
- Bertrand Billi
- Jacques Rogge
- Pierre Plasman (Cap.)
- Younes Abdiche